# رابرت پلاچیک

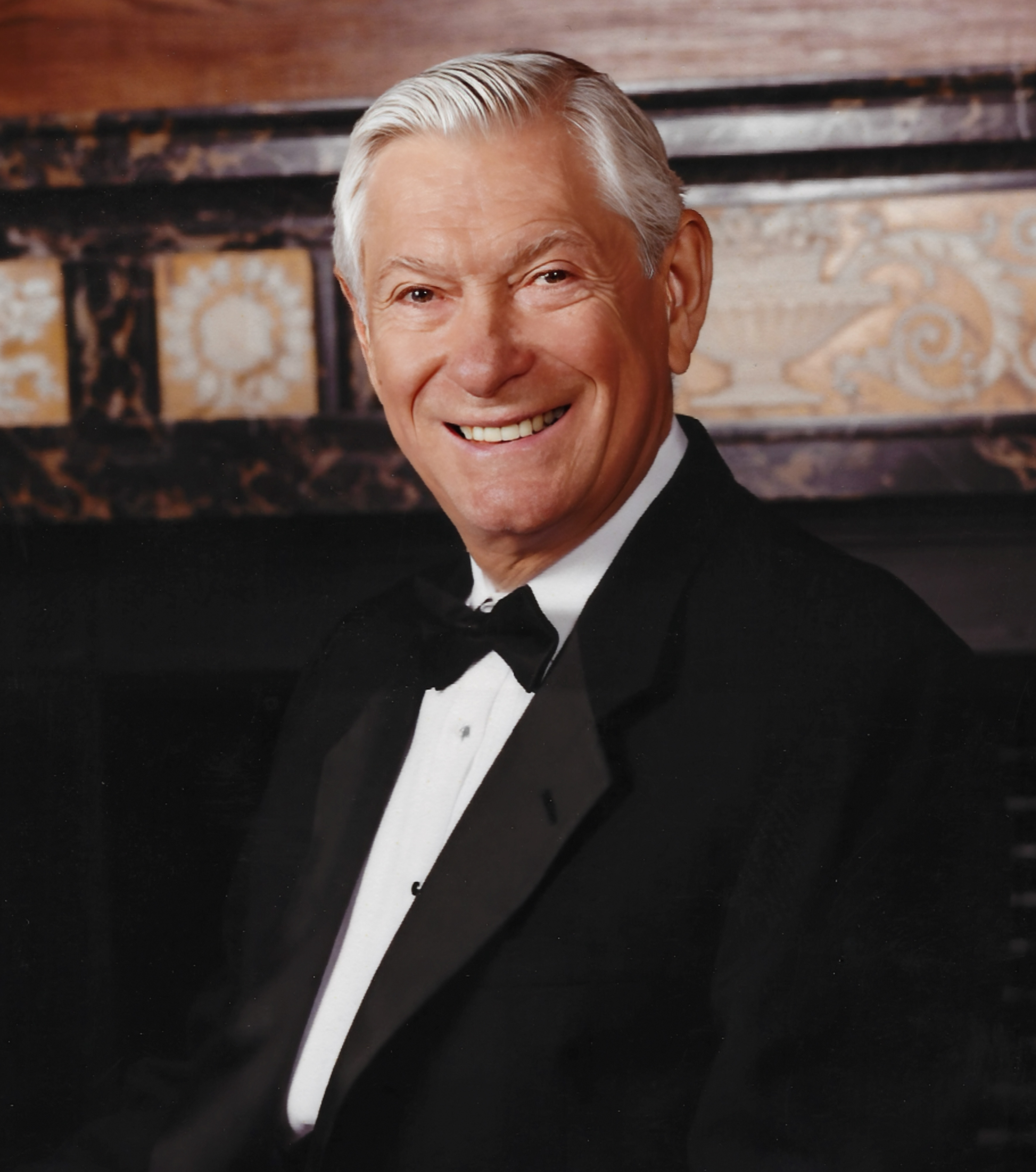

رابرت پلاچیک (انگلیسی: Robert Plutchik) (‏ ۲۱ اکتبر ۱۹۲۷- ۲۹ آوریل ۲۰۰۶) استاد بازنشسته روانشناسی دانشکده پزشکی آلبرت انیشتین و استادیار دانشگاه فلوریدا جنوبی بود. وی دکترای خود را از دانشگاه کلمبیا دریافت کرد و در طول مدت فعالیت علمی خود بیش از ۲۶۰ مقاله، ۴۵ فصل و هشت کتاب نوشت و هفت کتاب را ویرایش کرده. علایق پژوهشی او شامل مطالعه احساسات، مطالعه خودکشی و خشونت و بررسی روند روان درمانی است.

## تئوری هیجان‌ها
رابرت پلاچیک رویکردی روانشناختی-تکاملی را در دسته‌بندی هیجانات برای پاسخ‌های عمومی هیجانی ارایه کرد. او هشت هیجان اصلی را که عبارت بودند از: خشم، ترس، غم، انزجار، تعجب، پیش‌بینی، اعتماد و شادی مد نظر قرار داد. پلاچیک استدلال می‌کند که اصلی بودن این هیجان‌ها با نمایان کردن هرکدام به عنوان ماشه چکان رفتارهایی باارزش از منظر اصل بقاء مشخص می‌شود، همانند شیوه‌ای که ترس باعث ایجاد پاسخ جنگ یا گریز می‌گردد.
نظریه روانشناختی تکاملی هیجانات پلاچیک از هیجانات پایه دارای پیش‌فرضهایی ده‌گانه است.
1. مفهوم هیجان در همه سطوح تکاملی قابل اطلاق بوده و به تمام حیوانات از جمله انسان قابل اعمال است.
2. هیجان‌ها دارای سابقه‌ای تکاملی هستند و به اشکال مختلفی در گونه‌های مختلف تکامل یافته‌اند.
3. هیجان‌ها نقشی انطباقی را در کمک به ارگانیسم‌ها جهت کنار آمدن با مشکلات اساسی مرتبط با بقا که از سوی محیط ارائه شده‌است ایفا کرده‌اند.
4. با وجود اشکال مختلف بیان هیجان‌ها در گونه‌های مختلف، عناصر مشترک خاصی و یا الگوهای ویژه‌ای وجود دارند که می‌توانند شناسایی شوند.
5. تعداد کمی از هیجان‌های پایه، اصلی یا پیش نمونه وجود دارند.
6. همه هیجان‌های دیگر وضعیت‌هایی مخلوط یا مشتق هستند؛ به عبارت دیگر، آنها به صورت پیوند یافتن، مخلوط شدن، یا ترکیب شدن هیجان‌های اولیه رخ می‌دهند.
7. هیجان‌های پایه سازه‌هایی فرضی یا وضعیت‌های ایده پردازی شده‌ای هستند که خواص و خصوصیات آنها فقط از طریق انواع گوناگون شواهد مختلف قابل استنتاج است.
8. هیجان‌های پایه را می‌توان به صورت جفت‌های متضاد قطبی مفهوم سازی کرد.
9. همهٔ احساسات در درجهٔ مشابه بودن از یکدیگر متفاوتند. هر احساسی می‌تواند در سطوح مختلفی از شدت یا انگیختگی وجود داشته باشد.[۲]

## چرخ هیجان‌های پلاچیک

چرخ هیجان‌های پلاچیک

پلاچیک اولین بار در سال ۱۹۸۰ مدل مخروطی (سه بعدی) یا مدل چرخی (دوبعدی) را در جهت توضیح نحوه ارتباط هیجان‌ها ارایه کرد.
او ۸ هیجان پایه را به صورت دوقطبی پیشنهاد کرد: شادی و غم؛ ترس در مقابل عصبانیت؛ اعتماد در برابر نفرت؛ و تعجب در مقابل پیش‌بینی. علاوه بر این، مدل تعاملی دوار (circumplex) او ارتباطی میان ایده یک دایره هیجانی و یک چرخ رنگ ایجاد می‌کند. مانند رنگ‌ها، هیجان‌های پایه را نیز می‌توان با شدت‌های مختلف بیان کرد و می‌توانند با یکدیگر ترکیب شوند تا هیجان‌های مختلفی ایجاد شود.
این نظریه در راستای ایجاد مبنایی برای توضیح مکانیسم‌های دفاع روانی گسترش یافت؛ پلاچیک پیشنهاد کرد که هشت مکانیسم دفاعی، تظاهرات هشت هیجان پایه هستند. 

## انتشارات
پلاچیک در نگارش مقاله «هیجان‌ها» در دائرةالمعارف «کتاب جهانی هزاره ۲۰۰۰» مشارکت کرد.

## یادداشت
1. ↑  "American Scientist (The Magazine of Sigma Xi, The Scientific Research Society)". Americanscientist.org. Archived from the original on 19 February 2017. Retrieved 1 September 2017.
2. ↑  "Basic Emotions--Plutchik". Personalityresearch.org. Retrieved 1 September 2017.